# Regulidae
Famille
Genre
Les Regulidae (du latin regulus, « jeune roi, jeune prince », en référence à la calotte noire avec une raie centrale jaune orangée, qui évoque une couronne royale) sont une famille de passereaux. Elle comprend les six espèces de roitelets, qui appartiennent toutes au genre Regulus.
Leur aire de répartition couvre l' écozone néarctique (Amérique du Nord) et l' écozone paléarctique (de l'Europe et de l'Afrique du Nord jusqu'en Sibérie et au Japon).

## Position systématique
Autrefois classés dans la famille des Sylviidés, les roitelets sont maintenant considérés comme les seuls représentants de la famille des Régulidés.

## Biologie

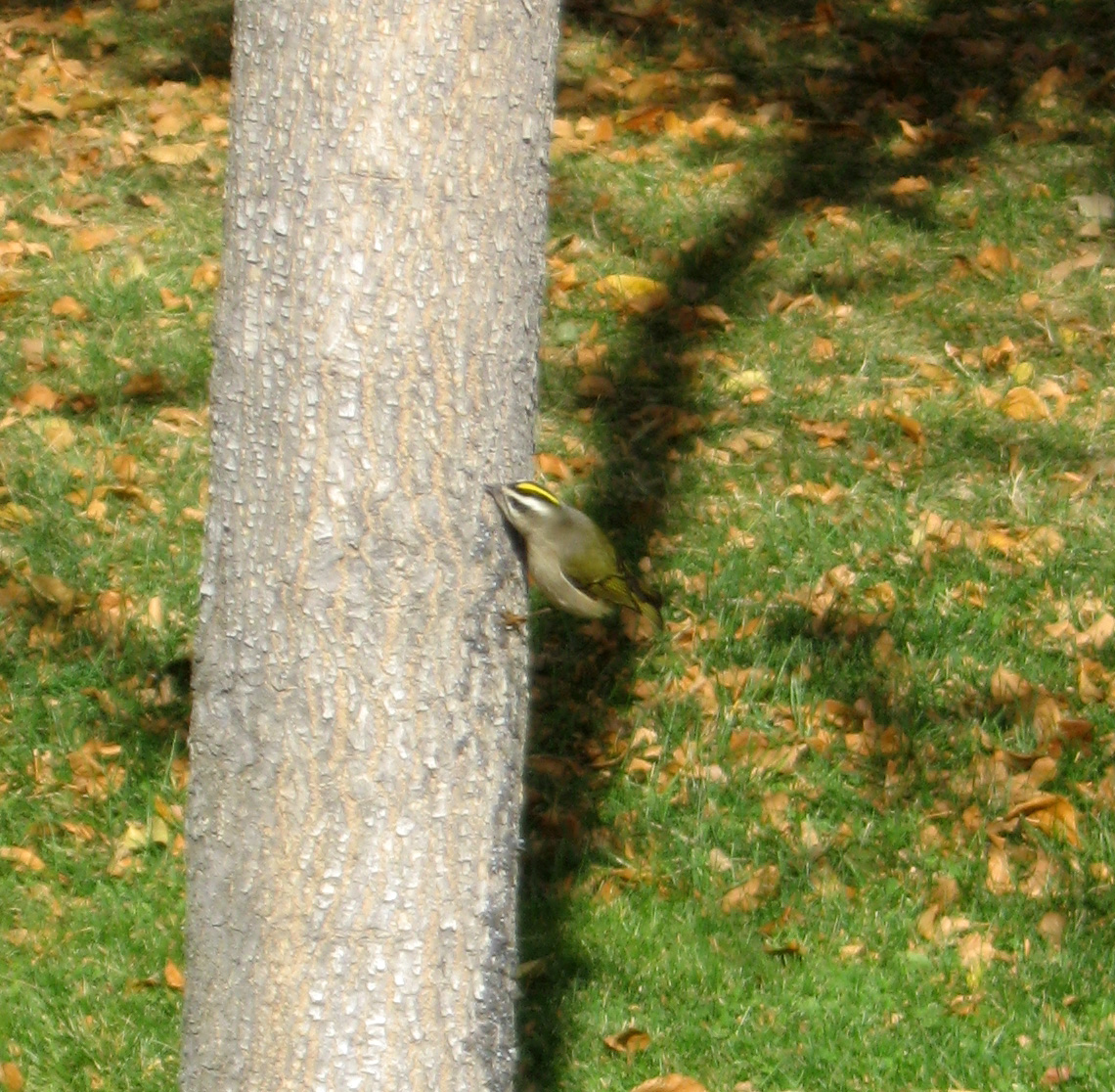
Oiseau insectivore opportuniste, il passe la moitié de son temps en hiver à rechercher insectes et chenilles sur les arbres, afin de maintenir son homéothermie.

Avec une longueur de 8 à 9 cm et une masse de 5 à 6 g, ce sont les plus petits oiseaux d'Europe. Leur alimentation est essentiellement à base d'insectes, d'araignées, d'œufs et de chenilles d'insectes. Leur nid, suspendu à une branche de conifères ou d'arbuste, présente une ouverture supérieure souvent invisible, car très réduite. L'incubation de 5 à 10 œufs dure 17 jours. Seule la femelle couve, mais les deux parents contribuent à l'élevage des jeunes pendant trois semaines.

## Liste des espèces
D'après la classification de référence (version 5.2, 2015) du Congrès ornithologique international (ordre phylogénique) :
- Regulus ignicapilla – Roitelet à triple bandeau
- Regulus goodfellowi – Roitelet de Taïwan
- Regulus regulus – Roitelet huppé
- Regulus madeirensis – Roitelet de Madère
- Regulus satrapa – Roitelet à couronne dorée
- Regulus calendula – Roitelet à couronne rubis

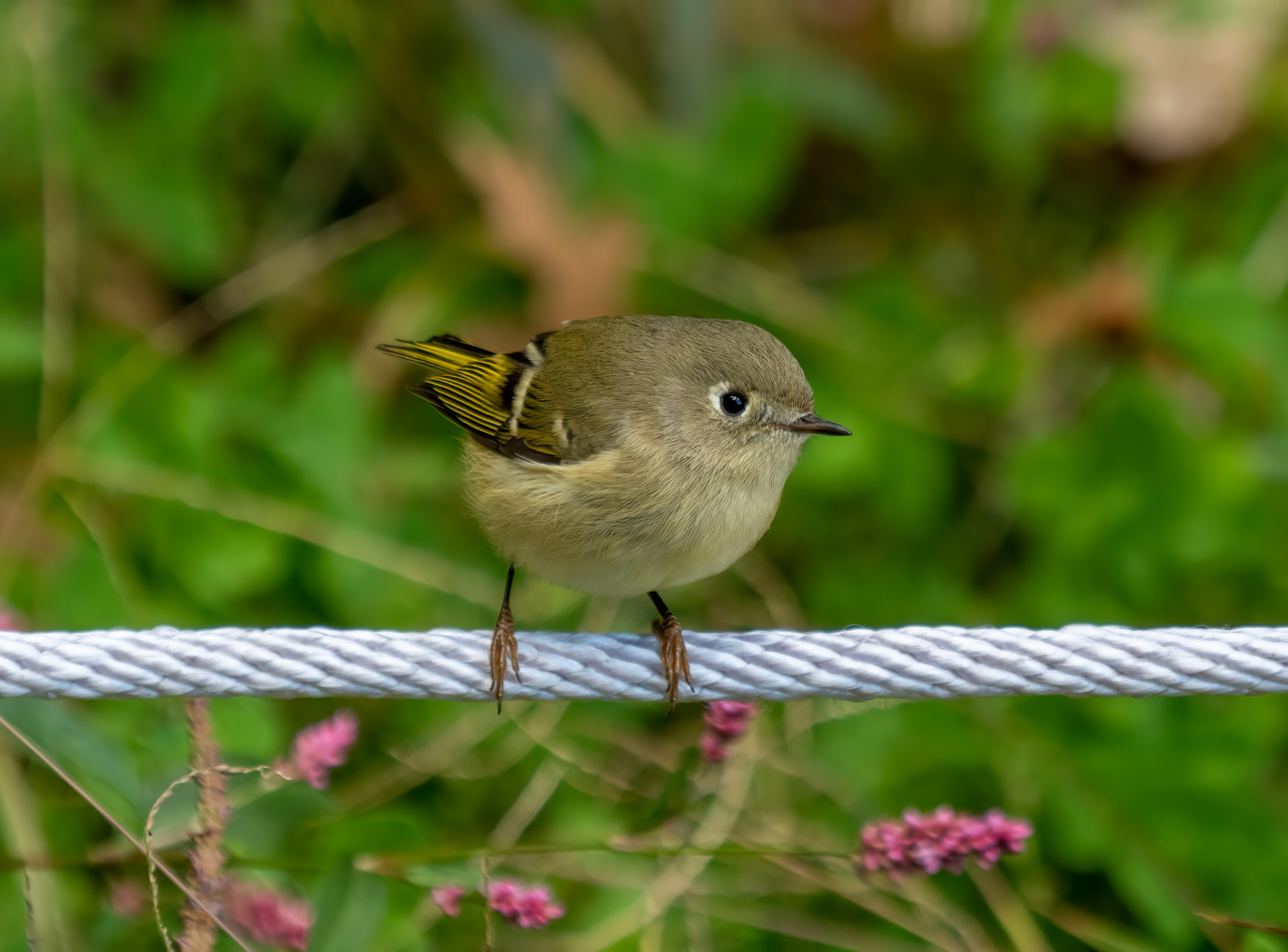
Regulus calendula
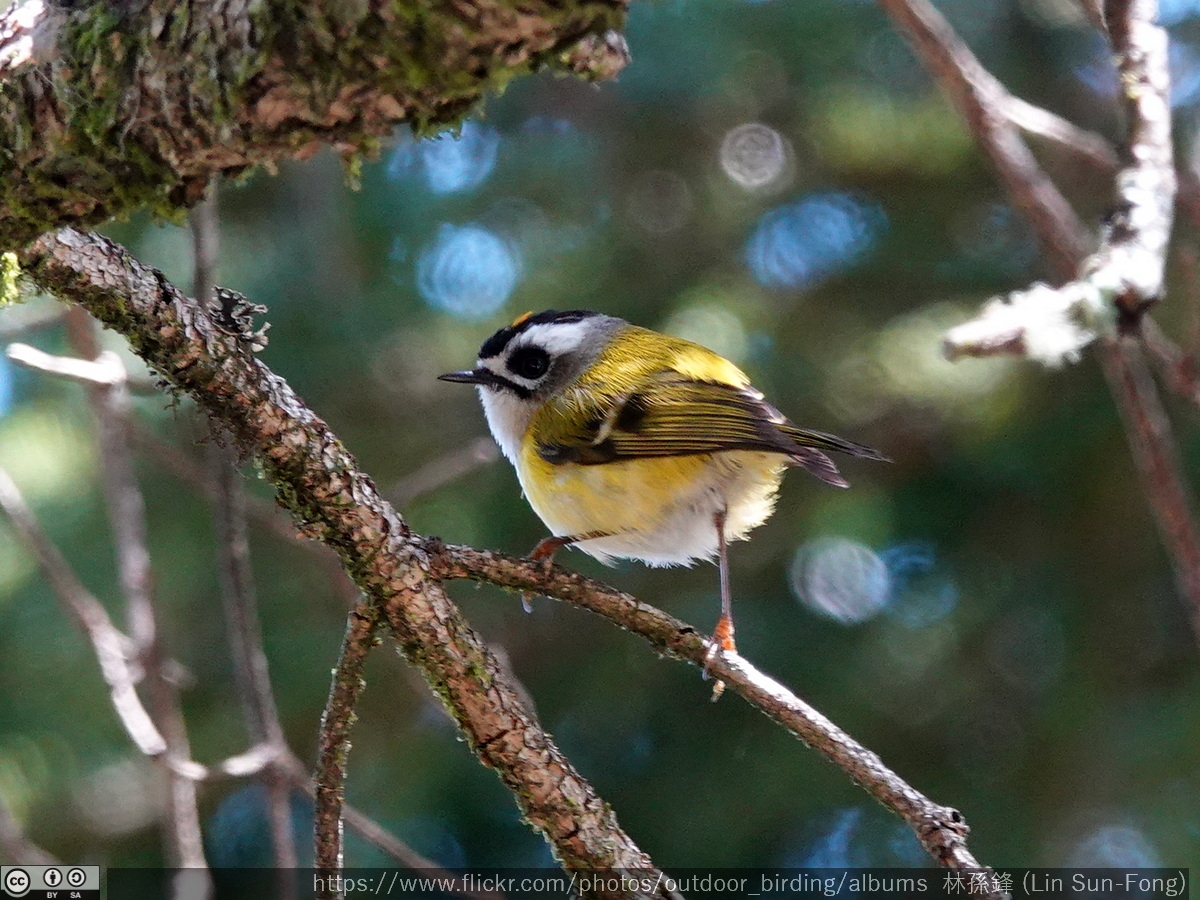
Regulus goodfellowi
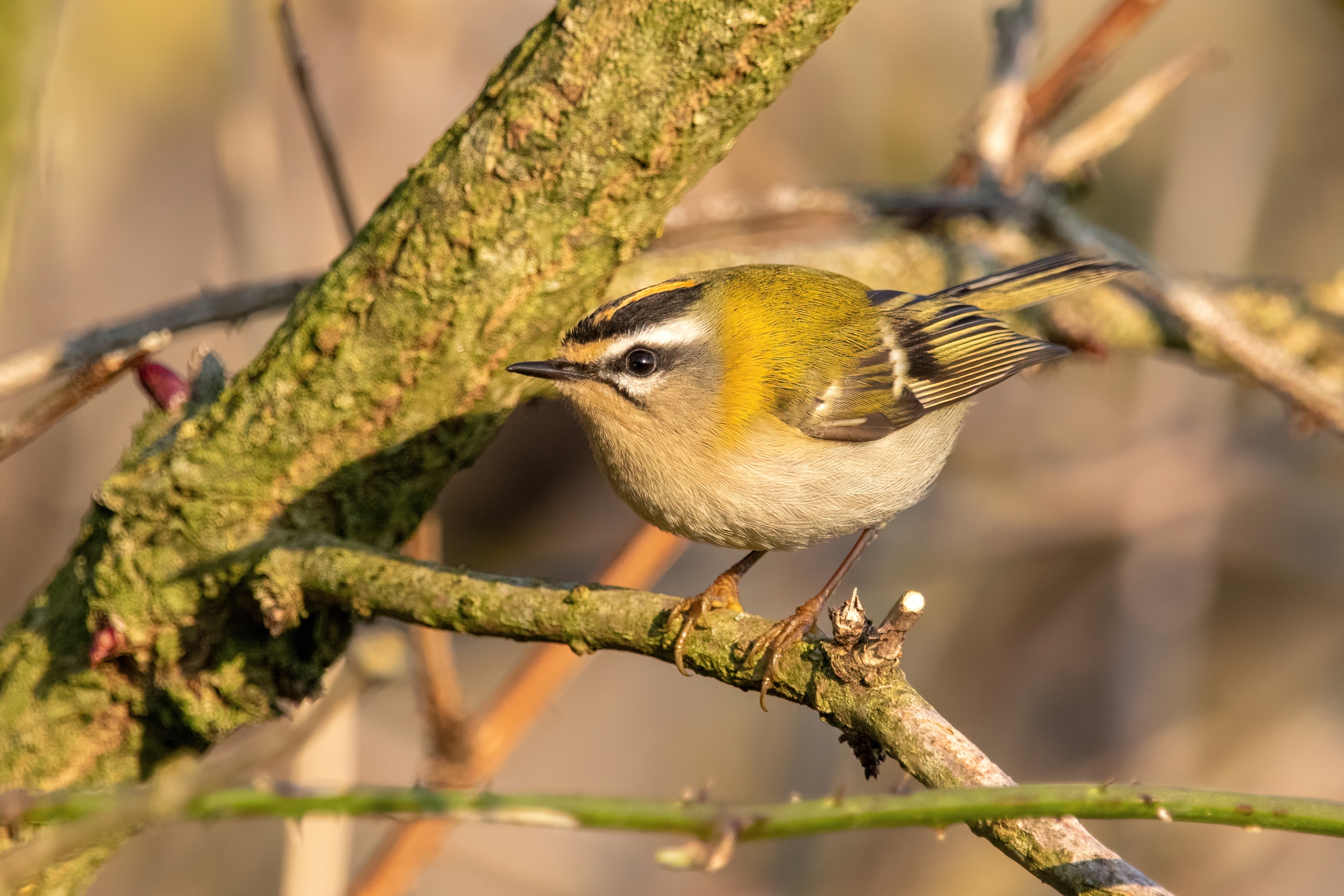
Regulus ignicapilla
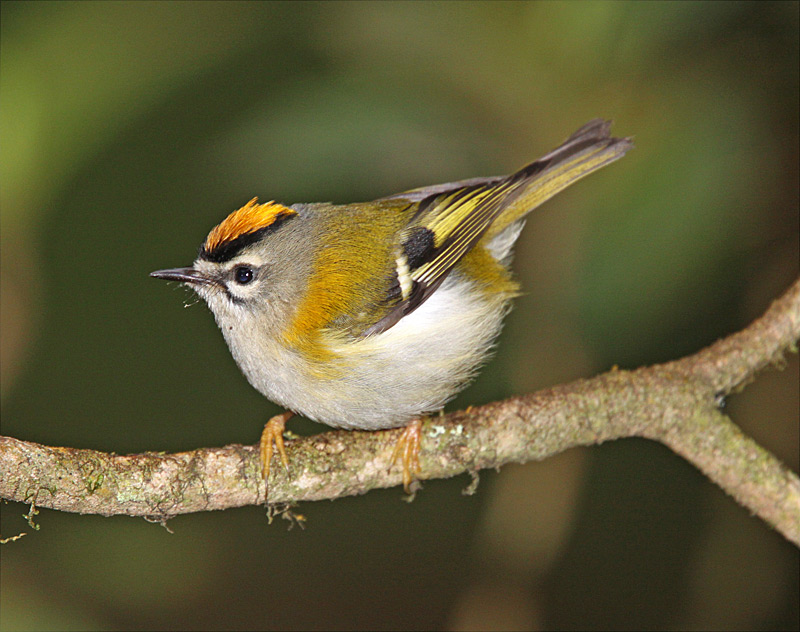
Regulus madeirensis
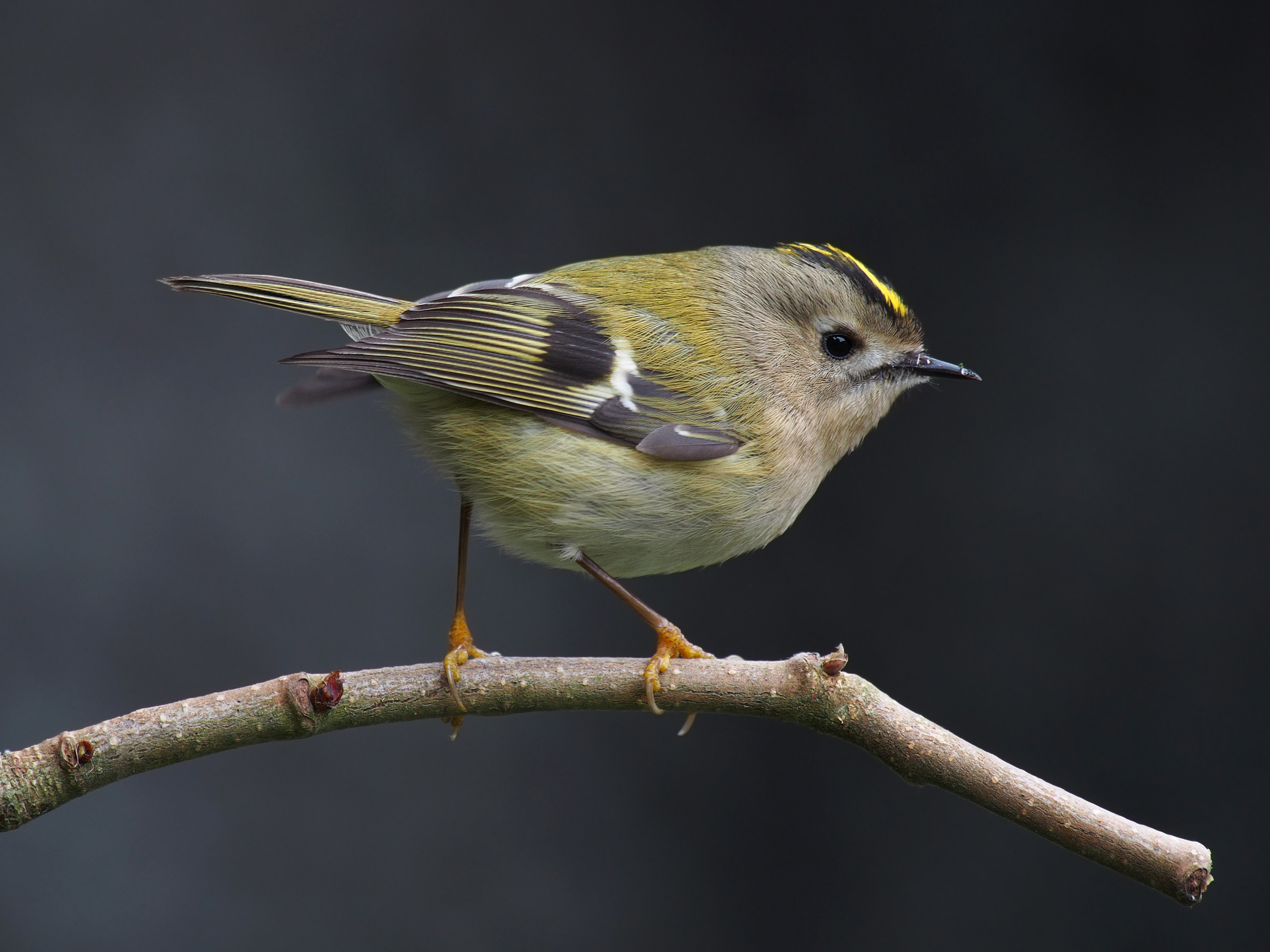
Regulus regulus
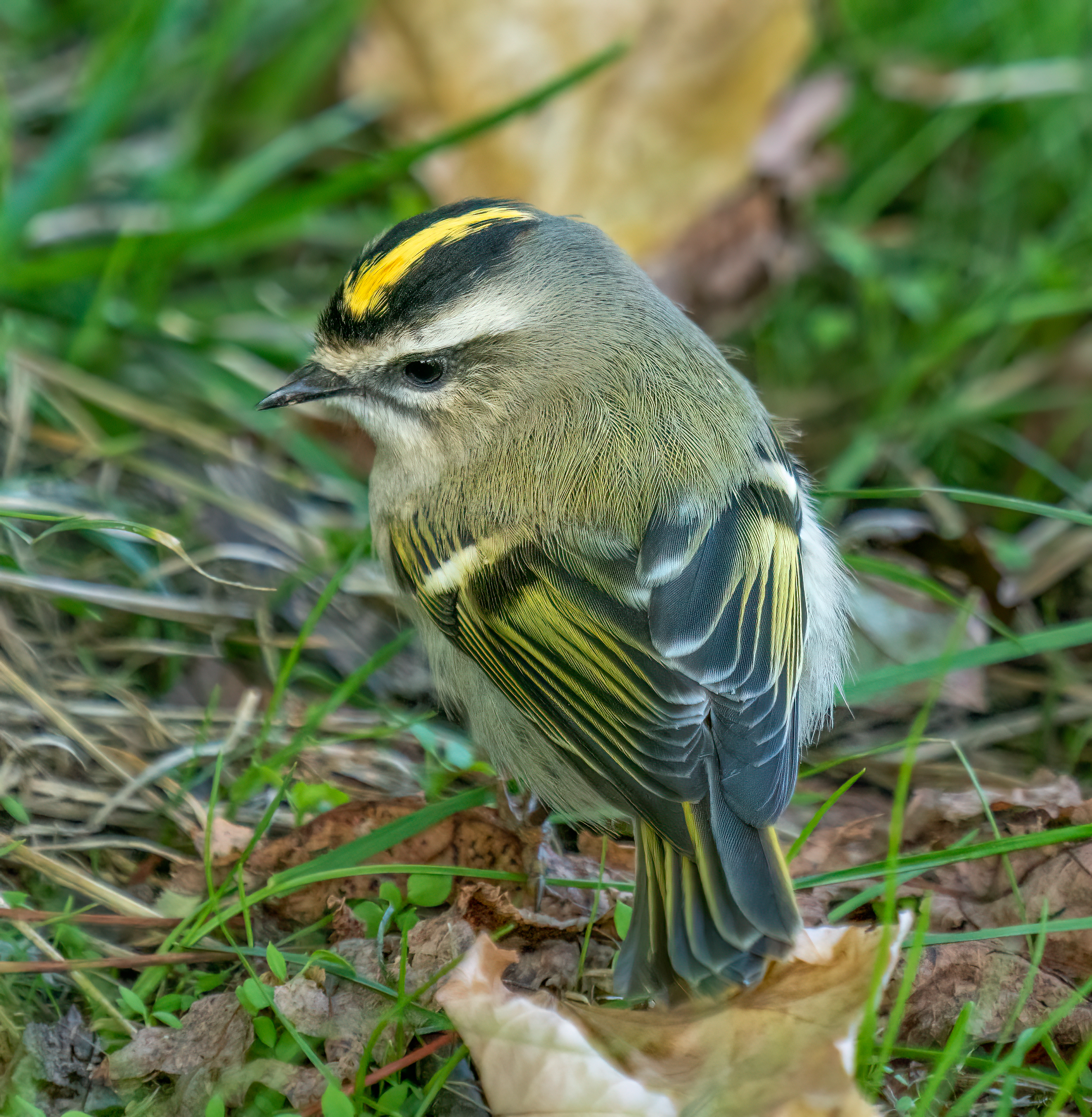
Regulus satrapa

## Remarque
Du fait de sa petite taille, le Troglodyte mignon (Troglodytes troglodytes) est parfois confondu avec les roitelets.

## Folklore
Le folklore du roitelet est très important en France : la chasse rituelle du roitelet avait lieu le premier ou le dernier dimanche de décembre (en Irlande, à la saint-Étienne, le 26 décembre).
Même si c'est le plus petit et le plus faible des oiseaux, une légende fait de lui leur roi (roitelet veut dire, littéralement, « le petit roi ») : « Un jour, les oiseaux décidèrent de se choisir un roi, à l'instar des mammifères, qui avaient choisi le lion. Celui qui volerait le plus près du soleil serait élu roi. Le roitelet se cacha dans les plumes de l'aigle, celui-ci cria son triomphe quand tous les autres oiseaux avaient abandonné d'épuisement. Mais le petit roitelet sortit de sa cachette et vola un peu plus haut. Il avait ainsi gagné le titre de roi. Les autres oiseaux ayant honte d'avoir un roi aussi insignifiant refusèrent de le proclamer. C'est ainsi que l'aigle est devenu le roi des oiseaux et le roitelet est devenu le petit roi. »
Dans certaines régions de France, les paysans devaient parfois verser une dîme symbolique au seigneur local : un roitelet amené dans un char tiré par quatre bœufs. Ce roitelet était alors considéré comme l'oiseau le plus lourd et le plus gros du pays.
Il est possible que la Fête du Roi de l'Oiseau vienne de cette tradition de la chasse au roitelet. Le petit oiseau était l'un des attributs de Lugh et d'Apollon, qui avaient comme autres attributs les armes de jet et l'arc. Le Lugh gallois montre son adresse au lancé de pierres en touchant un roitelet à son « genou », cela lui confère son nom Llew Llaw Gyffes, c.-à-d. « qui a la main rapide ».